# Phileris possompesi
Phileris possompesi là một loài ruồi trong họ Asilidae. Phileris possompesi được Tsacas & Weinberg miêu tả năm 1976. Loài này phân bố ở vùng Cổ Bắc giới.